# 功労芸術家
功労芸術家（こうろうげいじゅつか、ロシア語: заслу́женный арти́ст）は、ソビエト連邦構成共和国や共産圏の国々などで芸術家に与えられた栄誉称号で、ソビエト連邦の崩壊後も現在まで制度が継続されていることが多い。また、これらの国では、功労芸術家より上位の称号として人民芸術家（じんみんげいじゅつか、ロシア語: Наро́дный арти́ст）があることが多い。朝鮮民主主義人民共和国では功勲芸術家（こうくんげいじゅつか、朝鮮語: 공훈예술가）という。

## 功労芸術家

### ロシア連邦の功労芸術家
ロシアの功労芸術家はソヴィエト連邦時代から存在する称号で、ロシア連邦成立でも引き続き芸術分野で功績を挙げた人物を顕彰する制度となっている。著名な事例の一つに日本人俳優23人がメンバーとなって結成した劇団ペレジヴァーニエ・アートシアター (P.A.T.) で芸術監督を務めるレオニード・アニシモフはスタニスラフスキー・システムという演技法を確立した演出家としても知られロシアの功労芸術家として顕彰されている。俳優としては、1992年、ロシアの国立演劇大学3年次在学中にデビューした女優カリーナ・ドイモンドが知られ、舞台俳優としては異例の30歳という若さで称号を授与されている。

### ウクライナの功労芸術家
ウクライナにもロシア同様、功労芸術家の称号が定められており、外国人としてはキエフバレエ団ソリストとして活躍した日本の寺澤宜弘がバレエダンサーとしての業績を評価され授与されている。寺田はウクライナ本国でも活躍するほか、母国日本でも2004年、生家が創立した寺田バレエ・アート・スクールがウクライナのキエフ国立バレエ学校とともに京都府宇治市で合同公演を行った際に、同講演に出場するなど国際的に活躍が知られている。

## 功勲芸術家

### 朝鮮民主主義人民共和国の功勲芸術家
朝鮮民主主義人民共和国（以下、北朝鮮）では功勲芸術家の称号を制定している。主な受称者としては同国の万寿台芸術団指揮者の金日進、『朝鮮画報』編集局長の洪永佑、金剛山歌劇団副団長の金宰鉉らがいる。

### 報道資料
- 『朝日新聞』2003年5月30日夕刊
- 『読売新聞』1990年6月27日東京朝
- 『読売新聞』1991年2月5日東京夕刊
- 『読売新聞』2003年4月7日東京夕刊
- 『読売新聞』2004年7月15日大阪朝刊京セ版